# جان اسلتری
جان اسلتری (انگلیسی: John Slattery؛ زادهٔ ۱۳ اوت ۱۹۶۲) هنرپیشه اهل ایالات متحده آمریکا است. وی از سال ۱۹۸۹ میلادی تاکنون مشغول فعالیت بوده‌است. از فیلم‌هایی که وی در آن نقش داشته‌است، می‌توان به مرد آهنی ۲، پرچم‌های پدران ما، خفتگان، آندرداگ، مرد برهنه و رقص کثیف ۲ اشاره کرد.